# San Joaquín
San Joaquín este un oraș și comună din provincia Santiago, regiunea Metropolitană Santiago, Chile, cu o populație de 97.625 locuitori (2012) și o suprafață de 9,7 km2.